# Amonostherium rorismarinis
Amonostherium rorismarinis är en insektsart som först beskrevs av Boyer de Fonscolombe 1834.  Amonostherium rorismarinis ingår i släktet Amonostherium och familjen ullsköldlöss. Inga underarter finns listade i Catalogue of Life.